# Reykhólar
Reykhólar (isl. Reykhólar „rauchende Hügel“) ist der Hauptort der gleichnamigen Gemeinde Reykhólahreppur im Süden der Region Vestfirðir im Nordwesten Islands.
Am 1. Januar 2023 hatte der Ort 114 Einwohner.

## Geografie
Der Ort liegt am Breiðafjörður auf der Halbinsel Reykjanes, südlich und am Fuße des Reykjanesfjall. Der Ort liegt in einem Geothermalgebiet.

## Klima

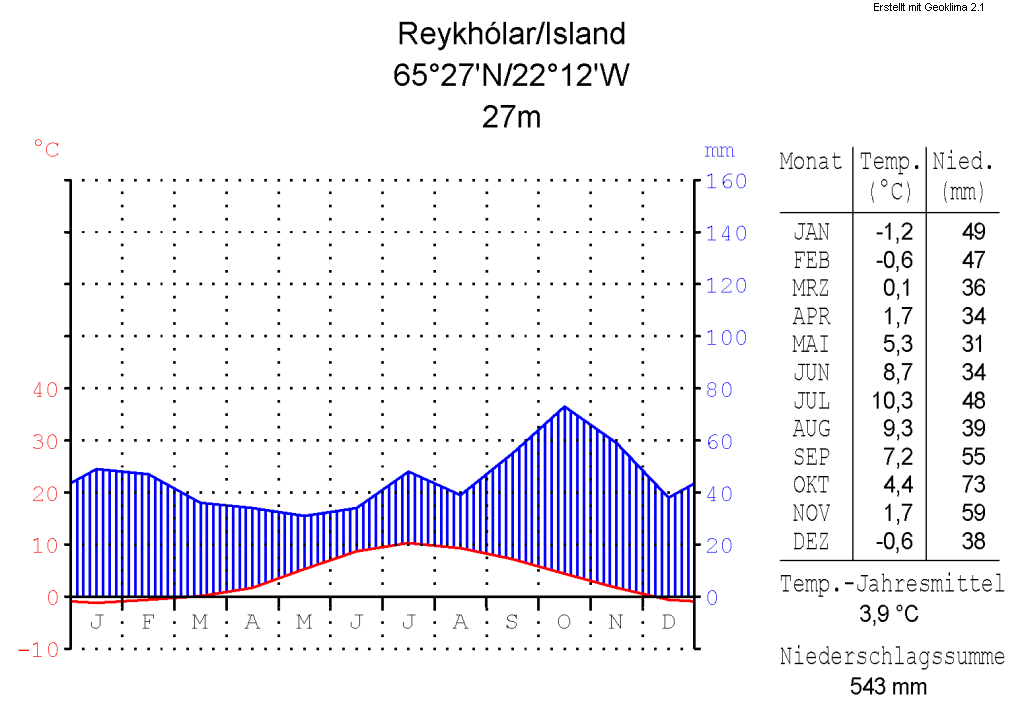
Klimadiagramm von Reykhólar

Das Jahresmittel in Reykhólar beträgt 3,9 °C, die Niederschlagsmenge 543 mm. Die höchsten Temperaturen werden im Juli erreicht.

## Geschichte
Ansiedlungen an der Stelle des heutigen Reykhólar sind seit der Landnahmezeit nachweisbar. Im Mittelalter galt der Hof mit den dazugehörigen Besitztümern als einer der reichsten des Landes und seine Besitzer waren einflussreiche Männer. Denn zu dem ursprünglichen Hof Reykhólar gehören eine große Anzahl von Inseln im Breiðafjörður, was bedeutet, dass der Eigentümer viele Zusatzeinnahmen aus Jagd – vor allem auf Seehunde –, Fischfang und der Eiderentenzucht aufzuweisen hatte.
In diesem Gebiet liegt auch das Naturbad Grettislaug, benannt nach der Figur des Grettir aus der gleichnamigen Saga. Denn bezeichnenderweise hielt sich der Sagenheld einen Winter lang auf dem reichen Hof auf, wo er u. a. solche Heldentaten vollbrachte wie mit Berserkern zu raufen und einen Stier vom Boot auf das Festland zu tragen.

## Kultur und Sehenswürdigkeiten

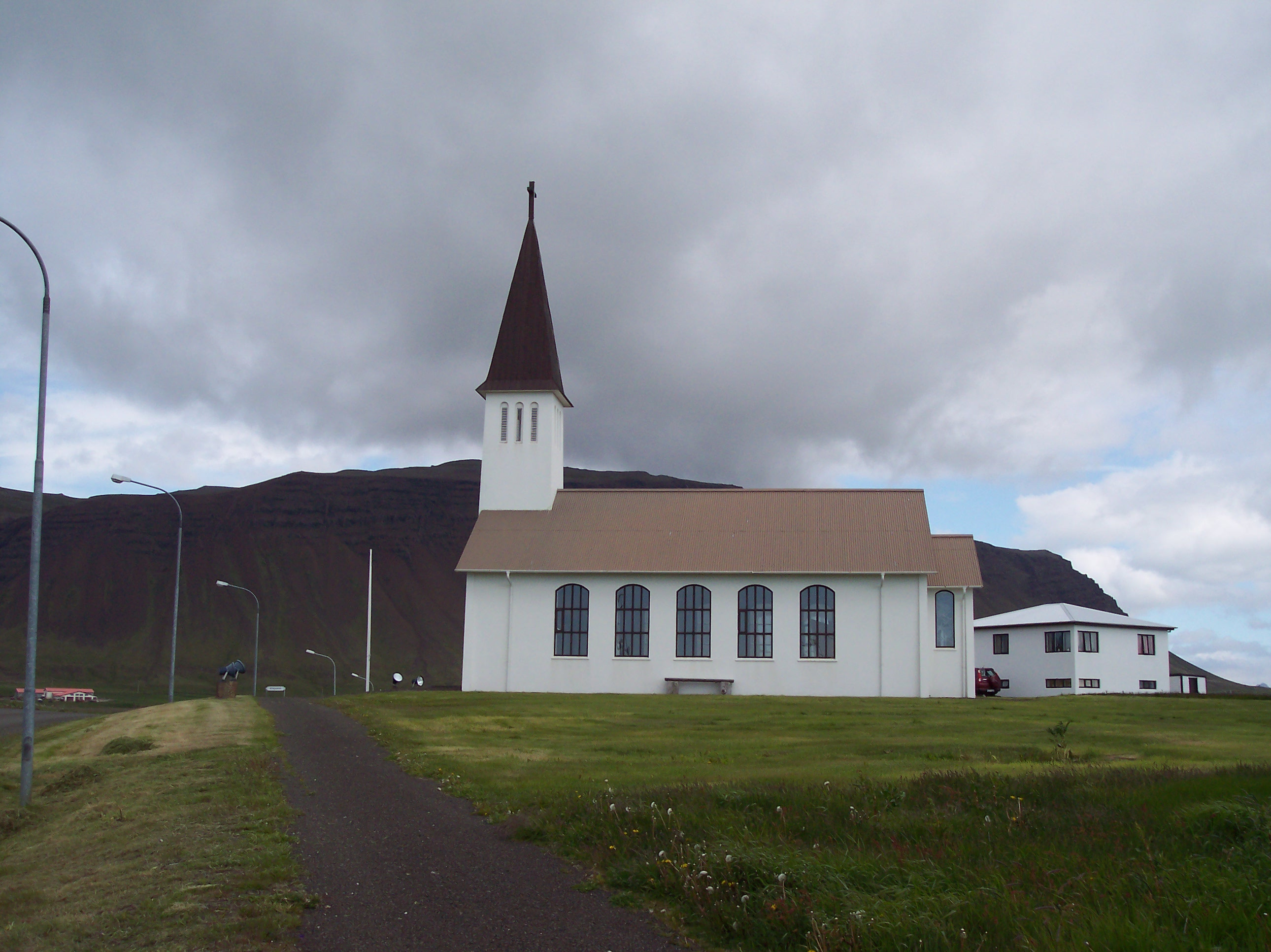
Kirche von Reykhólar

Die Reykhólakirkja wurde 1959–1963 errichtet. In ihr wird ein von dem dänischen Maler Lövener 1834 geschaffenes  Retabel aufbewahrt. In der Kirche ist auch der Grabstein des Kreisrichters (Sýslumaður) Magnús Arason (ca. 1599–1655) zu sehen.

## Wirtschaft und Infrastruktur
1974 wurde an der Küste etwa 2 km südlich des Orts eine Fabrik zur Tangverarbeitung errichtet.
Reykhólar liegt am Karlseyjarvegur  und ist über den Reykhólasveitarvegur  mit dem Vestfjarðavegur  verbunden.
Die Entfernung nach Reykjavík beträgt etwa 234 Straßenkilometer.
Etwa 500 m nordwestlich des Ortes liegt der Flugplatz, zu dem es zwischen 1976 und 1983 Linienflüge gegeben hat.